# Euphrase Kezilahabi
Euphrase Kezilahabi (n. 13 aprilie 1944, Ukerewe Island⁠(d), Regiunea Mwanza, Tanzania – d. 9 ianuarie 2020, Dar es Salaam, Regiunea Dar es Salaam, Tanzania) a fost un scriitor tanzanian.